# The Choice of Hercules (Haendel)

The Choice of Hercules (HWV 69) est un oratorio (un seul acte, trois scènes) de Georg Friedrich Haendel (en allemand : Die Wahl des Herakles). Le compositeur écrit la musique entre le 28 juin et le 5 juillet 1750. Le livret est tiré d'un poème de Robert Lowth adapté à cet effet, probablement par Thomas Morell. La première eut lieu le 1er mars 1751 à la salle de Covent Garden.
Le thème se rapporte au choix d'Hercule adolescent entre le chemin de la Vertu et celui du Vice, remontant à l'apologue de Prodicos, fable philosophique grecque racontée par Xénophon dans les Mémorables et abondamment représentée dans la peinture depuis la Renaissance.
L'œuvre comporte un aria célèbre, Yet can I hear that dulcet lay.